# التخطيط والتنبؤ والتجديد التعاوني
التخطيط والتنبؤ والتجديد التعاوني (بالإنجليزية: (Collaborative Planning, Forecasting and Replenishment (CPFR) هو ممارسة تجارية تجمع بين معلومات بعض الشركاء التجاريين في عملية التخطيط وتلبية طلب العملاء. الهدف منه هو زيادة توفر المنتجات للعملاء مع خفض المخزون والنقل والتكاليف اللوجستية. يستخدم «التخطيط والتنبؤ والتجديد التعاوني» بشكل كبير وفعال في التجارة الاليكترونية. ومثالاً على ذلك استخدامه في «شبكات الصناعة الخاصة» حيث يعمل أعضاء الشبكة على التنبؤ بالطلب، التخطيط للإنتاج، وتنسيق عملية التوصيل، التخزين، وذلك بالكميات الصحيحة المطلوبة. في حال تحقق ذلك سوف يتم توفيرالملايين من الدولارات.

## تاريخ
بدأت القصة في عام 1995 عندما قامت سلسلة متاجر وول مارت ببرنامج تجريبي بينهاو بين (Warner-Lambert)وارنر لامبرت لتحديد العملية التي من شأنها ربط الطلب مع احتياجات العملاء والمستهلكين من خلال تجديد كامل سلسلة توريد.
هذا يعني أن «التخطيط والتنبؤ والتجديد التعاوني» نابع من «استجابة المستهلك الفعالة» (Efficient Consumer Response (ECR. «استجابة المستهلك الفعالة» هي محاولة واعية لتحسين التنسيق في عملية التسويق، والإنتاج، وأنشطة التجديد بطريقة تزيد في نفس الوقت من القيمة بالنسبة للمستهلك، مع تحسين أداء سلسلة توريد بالنسبة للمنتجين وتجار التجزئة.

## كيف يختلف «التخطيط والتنبؤ والتجديد التعاوني» عن «استجابة المستهلك الفعالة»
عناصر «استجابة المستهلك الفعالة» الأساسية تندرج تحت «التخطيط والتنبؤ والتجديد التعاوني»
ولكن «التخطيط والتنبؤ والتجديد التعاوني» يزيد في العمليات التجارية لتشمل ما يلي:
- نظم معلومات لتسجيل وتحويل نقاط البيع، المخزون، الطلب، العرض وغيرها من المعلومات بين الشركاء التجاريين
- إضفاء الطابع الرسمي على عمليات التنبؤ بالمبيعات والتنبؤ بالطلب
- إضفاء الطابع الرسمي عمليات التعامل مع الاستثناءات
- نظم لرصد ردود الفعل وذلك لتحسين أداء سلسلة توريد

## الأنشطة المتضمنة
في قطاع تجارة التجزئة، الشركة المصنعة «كبائع» وتاجر التجزئة «كمشتري» -وقد يدخل الموزع أيضاً- ينخرطون
في أربعة أنشطة تعاونية تساعد على تحسين أدائهم:
1. الاستراتيجية والتخطيط: وذلك لوضع قواعد أساسية للعلاقة التعاونية، تحديد تشكيلة المنتجات، ووضع الخطط المناسبة لهذه الفترة.
2. إدارة العرض والطلب : وذلك يتضمن التنبؤ باحتياج المستهلكين (في نقاط البيع)، فضلا عن متطلبات الشحن والطلبيات في ظل التخطيط.
3. التنفيذ : في هذه المرحلة يتم إعداد وتسليم الشحنات ويتم تلقي الشحنات الواردة ووضعها في المخازن، وتسجل معاملات البيع وسدادالمدفوعات.
4. التحليل : في هذه المرحلة يتم تحليل نتائج مراقبة أنشطة التخطيط والتنفيذ لشروط الاستثناء، وتحليل النتائج الكلية، وحساب مقاييس الأداء الرئيسية. ويتم أيضاً تبادل الأفكار وضبط الخطط لتحسين النتائج باستمرار.

## الفوائد، والقيمة، والغرض
- زيادة في المخزون بحدود 5-8 ٪
- انخفاض متوسط مخزون الشبكة 10 ٪
- زيادة المبيعات 8-10 ٪
- خفض نفقات التشغيل 1-2 ٪
- خفض تكلفة السلع 3-4 ٪
- خفض المهلة الزمنية / زمن دورة 25-30 ٪
- انخفاض حساب مستحق 8-10 ٪

### خفض المخزون لتحقيق أرباح أعلى
من خلال وضع مزيد من التنبؤات الدقيقة للطلب، يمكن أن يتم خفض المخزون ويمكن ان تكون إدارة المواد أكثر فاعلية في كامل سلسلة توريد. مما ينتج عنه أيضاً انخفاض في مستويات المخزون، إلى جانب تحسين تدفق المواد، واستغلال رأس المال العامل للاستخدام في أماكن أخرى في الشركة.

### تحسينخدمة العملاءمن خلال تحسين التنبؤ
التوقعات الأكثر موثوقية سوف تسمح بطرق أكثر فعالية لاستباق الطلب عبر كامل سلسلة التوريد.
أيضاً يمكن تجنب مشكلة نفاد المخزون أو الخطأ في البضاعة المسلمة، وبالتالي زيادة المبيعات وتحسين أداء التسليم.

## استثمار أفضل باستخدام التقنية الاليكترونية
مع حلول تكنولوجية فعالة ل «التخطيط والتنبؤ والتجديد التعاوني»، فأن كلا من المصنعين وتجار التجزئة سوف يستفيد من خلال تخفيض النفقات العامة وذلك لأن العديد من العمليات غير المجدية سيتم استبعادها مثل: العمليات اليدوية القديمة، الدمج المتخصص بين أنظمة ومعايير الشركاء والبحث عن المعلومات في عدة مصادر / نظم.
بوضع أدوات دمج وبوابات أعمال ستظهر بعض السبل الفعالة –من ناحية التكلفة- لإنشاء شبكة للاتصال والتعاون بين الشركاء التجاريين، وأكبر مثال لذلك هو «شبكات الصناعة الخاصة».

## أمثلة
من أهم الشركات التي تستخدم «التخطيط والتنبؤ والتجديد التعاوني» هي:
- وول مارت
- موتورولا